# Indice Kp
Ne doit pas être confondu avec Indice K ou de George en météorologie.
L’indice Kp (Kp index ou Planetary K-index) est souvent utilisé pour déterminer la probabilité de voir les aurores polaires ou boréales. C’est aussi l’un des indices les plus couramment utilisés pour indiquer la gravité des perturbations magnétiques mondiales dans l’espace proche de la Terre. 
L’indice Kp est une moyenne pondérée de plusieurs indices K à partir d’un réseau d’observatoires géomagnétiques. Il fut introduit par Julius Bartels en 1939 et est tirée du mot allemand Kennziffer ("kennziffer" = numéro de code).
Il indique l’activité globale des orages géomagnétiques, variations liées à l’activité solaire.
La qualité de la réception des satellites qu’utilisent les drones comme aide au pilotage peut être altérée par l’activité solaire et les orages magnétiques. Elle diminue le rapport signal/ bruit et affecte la fréquence porteuse.
Le récepteur GPS risque de perdre le verrouillage sur certains satellites. Au lieu de neuf satellites, vous ne pourrez en verrouiller que seulement cinq et le nombre peut varier de seconde en seconde.
Elle modifie aussi le délai de propagation des ondes à travers l’ionosphère, ce qui rend le positionnement GPS inexact, même si le récepteur GPS a verrouillé tous les satellites.

## Calcul
L'indice K en temps réel est déterminé après la fin des intervalles prescrits de 3 heures : 00 à 03, 03 à 06, 06 à 09,…, 21 à 24 UTC. Les écarts positifs et négatifs maximaux pendant la période de 3 heures sont additionnés pour déterminer la fluctuation maximale totale. Ces écarts maximum peuvent survenir à tout moment au cours de la période de 3 heures. L'échelle K est quasi-logarithmique.
L'indice Kp planétaire officiel est obtenu en calculant une moyenne pondérée des indices K à partir d'un réseau d'observatoires géomagnétiques. Étant donné que ces observatoires ne communiquent pas leurs données en temps réel, divers centres d’opérations dans le monde évaluent l’indice à partir des données disponibles sur leur réseau local d’observatoires. 
Le tableau de conversion de la fluctuation maximale R (en unités de nanoteslas, nT) en indice K varie d’un observatoire à l’autre, de sorte que le taux d’occurrence historique de certains niveaux de K est à peu près le même dans tous les observatoires. En pratique, cela signifie que les observatoires situés à une latitude géomagnétique supérieure nécessitent des niveaux de fluctuation plus élevés pour un indice-K donné. Par exemple, à Godhavn, au Groenland, une valeur de K = 9 est obtenue avec R = 1 500 nT, tandis qu’à Honolulu, à Hawaii, une fluctuation de seulement 300 nT est enregistrée comme K = 9. À Kiel, en Allemagne, K = 9 correspond à R = 500 nT ou plus.